# Варошлигет
Ва́рошлигет (венг. Városliget — «городской парк», «городская роща») — парк в Будапеште рядом с площадью Героев, место прогулок жителей и гостей венгерской столицы.
На месте парка Варошлигет когда-то находились охотничьи угодья короля Матьяша, представлявшие собой труднопроходимую болотистую местность в пойме Дуная с бедной растительностью. При Леопольде I эта территория была передана под пастбища скота. В 1799 году при Марии Терезии болота были осушены и посажены деревья. Также была проложена система каналов. Сейчас в парке Варошлигет, площадь которого составляет 1 км², произрастает около 7 тысяч деревьев, в том числе довольно экзотических и древних.
В парке Варошлигет имеется несколько искусственных озёр, у одного из которых возвышается замок Вайдахуньяд. Замок был построен в честь празднования в 1896 году 1000-летия обретения венграми родины по проекту архитектора Игнаца Альпара первоначально как деревянная декорация для спектакля, а затем в 1904 году увековечен в камне. В свой проект замка Альпар включил элементы 21 знаменитого сооружения Венгрии, в том числе крепости Вайдахуньяд в Трансильвании, крепости Шегешвара, башни брашовской крепости Каталина, церкви в Яке и целого ряда других храмов, башен и замков. Памятник Игнацу Алпару установлен у входа в замок Вайдахуньяд. В итоге комплекс замка сочетает в себе сразу несколько архитектурных стилей: романский, готический, ренессанс и барокко. В одном из флигелей Вайдахуньяда располагается первый в мире Сельскохозяйственный музей.
В парке Варошлигет располагается знаменитая купальня Сеченьи, столичный цирк, зоопарк, Музей транспорта, а также знаменитый ресторан Будапешта «Гундель», которому уже более 150 лет. В 2022 году в рамках масштабного проекта санирования и реконструкции парка открылся Дом музыки.

## План парка
|  | 1. — ресторан «Гундель» 2. — ботанический и зоологический сад 3. — цирк 4. — парк развлечений 5. — купальня Сеченьи 6. — замок Вайдахуньяд 7. — выставочно-концертный центр имени Петёфи 8. — Музей транспорта 9. — площадь Героев 10. — Музей изобразительных искусств 11. — Выставочный зал «Мючарнок» |